# Juan Pérez de Montalbán
Juan Pérez de Montalbán (Madrid, 1602-25 de junio de 1638) fue un escritor y dramaturgo del período denominado "Siglo de Oro español".

## Biografía
Fue hijo del librero madrileño Alonso Pérez, que descendía de judeoconversos y era editor de Lope de Vega por privilegio especial del Fénix, de quien su hijo Juan se hizo discípulo predilecto y amigo (Lope le dedicó La francesilla, publicada en 1620 en la Parte XIII) de forma tal que, a su muerte, escribió la primera de sus biografías, la Fama póstuma, 1636, que esconde los pecadillos del genio.
Toda su vida tuvo Juan Pérez de Montalbán episodios intermitentes de locura, a la que era propenso al parecer. Dos de sus cuatro hermanos, Cristóbal e Isabel, no superaron la infancia; la madre quedó ciega y una de sus dos hermanas monjas, Ángela, sufrió trastornos mentales y alucinaciones. 
Gracias a Lope pudo estrenar una comedia a los diecisiete años, Morir y disimular (1619). Montalbán estudió Filosofía y alcanzó el grado de bachiller; se doctoró en Teología en Alcalá de Henares (1625), el mismo año en que tomó las órdenes mayores; por esos años fue capellán de la iglesia de San Juan de Ocaña y, por la profesión del padre, trató desde muy joven a escritores como Pedro Calderón de la Barca, Tirso de Molina y Francisco de Medrano, de quienes fue amigo. Con ellos participó en la Academia de Madrid que Medrano presidió desde 1617 hasta 1622. 
En 1624 publicó el poema anticulterano Orfeo en lengua castellana, en respuesta al Orfeo de Juan de Jáuregui, poema que algunos piensan compuso en realidad Lope de Vega, y la colección de novelas cortas ("ejemplares", según destaca en su título) Sucesos y prodigios de amor. Al año siguiente, con su compañero de estudios Francisco de Quintana, ingresó en la Congregación de San Pedro de Clérigos naturales de Madrid. En diciembre de 1632 fue elegido discreto de la Venerable Tercera Orden de San Francisco y al año siguiente fue nombrado notario de la Inquisición.
Participó en la vida literaria madrileña y organizó las Justas Literarias en honor de santa Teresa y de San Isidro.
Su obra más conocida es el Para todos (1632), colección miscelánea en que, sirviéndose de un marco narrativo a la manera del Decamerón de Boccaccio, inserta cuatro novelas cortas, cuatro piezas dramáticas, dos autos sacramentales y diversos discursos y poemas. Critica veladamente al dramaturgo Jerónimo de Villayzán, con el que parece estaba enemistado por un plagio. La obra desató las iras de Francisco de Quevedo a causa de la pretenciosidad y amoralidad de algunos de sus contenidos y, entre otros motivos, porque tenía inquina a su padre al que acusaba de haber sacado una edición pirata de su Buscón. Quevedo le califica de "retacillo de Lope de Vega, como plagiario de este dramaturgo, y considera  que Para todos es un "libro podrido como olla". Por su parte Montalbán contraatacó publicando Trompa del doctor Juan Pérez de Montalbán contra «La Perinola» de don Francisco de Quevedo, diablo cojuelo, jorobado y con cuatro
ojos.
Juan Pérez de Montalbán llegó a escribir medio centenar de piezas dramáticas, algunas de ellas grandes éxitos, por ejemplo Como padre y como rey (1629). Acumuló una extensa cultura y murió desequilibrado por la muerte de su gran amigo Lope de Vega, cuando se hallaba preparando la edición de la primera parte de sus comedias. Algunos echaron la culpa de ese trastorno mental a su desmedido afán de saber, como se insinúa en el poema fúnebre que le dedicó Francisco de Rojas Zorrilla:
Mártir ya de su mismo entendimiento,
¡oh, quién no le heredara la memoria
para no vincular el sentimiento!
¡Oh cuánto bronce la futura historia
tiene de ocupar líneas ciento a ciento,
que dirán, porque no quede al olvido,
«este murió de no ser merecido»!
La codicia le dio la muerte fiera,
que nunca le dejó la pluma ociosa,
y esta vez fue no más la vez primera
que sirvió la codicia virtüosa.
Quiso ser más que él mismo y, como él era
todo lo más, la cuerda artificiosa
que concierta el reloj de nuestra vida
quebró de no gastada, de oprimida.
Dejó inconclusa la segunda parte del Para todos y un Arte de bien morir; y sin imprimir, la novela La Prodigiosa vida de Malhagas el embustero. 
Fue sepultado en la parroquia de San Miguel de Madrid. Diversos ingenios le dedicaron escritos en Lágrimas panegíricas.

## Obra
Escribió un Orfeo en lengua castellana (1624), poema en cuatro cantos dedicado a la célebre poetisa portuguesa doña Bernarda Ferreira de la Cerda, y la colección de ocho novelas Sucesos y prodigios de amor (1624), que tuvo ocho ediciones en aquel siglo y tres en el siguiente, así como una traducción francesa. Publicó después, en 1627, La Vida y Purgatorio de San Patricio, una y otra vez reimpresa y traducida. De carácter misceláneo es su Para todos. Exemplos morales, humanos y divinos (1632), dividido en los siete días de la semana; contiene interpoladas cuatro comedias y dos autos sacramentales y ofrece noticias de unos trescientos escritores, a la manera del Viaje del Parnaso de Miguel de Cervantes o El Laurel de Apolo de Lope. Esta obra registró seis reimpresiones en dos años. Fue duramente criticada por Francisco de Quevedo en Perinola al doctor Juan Pérez de Montalbán, graduado no se sabe dónde; en lo qué, ni se sabe ni él lo sabe.

### Novelas
Se consideraba a Pérez de Montalbán, junto a María de Zayas, uno de los autores de novelas más licenciosas, escabrosas y macabras del siglo XVII; tenía, en efecto, un sexto sentido para lo sensacionalista; un ejemplo de los extremos a los que podía llegar en la descripción de los goces carnales lo ofrece su novelita La mayor confusión, que indignaba a Agustín González de Amezúa; la obra en cuestión narra nada menos que el incesto de una madre con su hijo, del cual concibe una hija que se convertirá en esposa de quien es su padre y hermano. 
La acción en sus obras es vertiginosa y aun frenética y los personajes se dejan llevar por la pasión de tal manera que se podrían definir, trastocando los tiempos, como románticos. La imaginación, en efecto, reina sobre todas las demás facultades y desprecia completamente la preceptiva, sin perder el tiempo en moralidades; el propio autor presumió de su originalidad e independencia sobre los modelos italianos, aunque, por ejemplo, la novelita citada debe mucho a novellieri como Giraldi Cinthio y Matteo Bandello.

### Obras de teatro
Se editaron dos volúmenes con doce de sus comedias; el primero en 1635 y el segundo, ya póstumo, en 1638. Escribió cerca de sesenta, muy desiguales de calidad y a veces disparatadas. Logró pronto grandes éxitos con piezas como La más constante mujer, Cumplir con su obligación y De un castigo dos venganzas. Abundan las de asunto religioso que le dieron gran fama, como Santa María Egipcíaca, San Pedro de Alcántara, La gitana de Menfis (también sobre María Egipcíaca) y Santo Domingo en Soriano. Es autor de piezas históricas como El segundo Séneca de España, comedia en dos partes sobre Felipe II, donde el rey pronuncia aquellas famosas palabras sobre la Armada invencible: "Yo la envié contra hombres / no contra mares y vientos". Tienen carácter biográfico Diego García de Paredes, un caballero popular a causa de su extraordinaria fuerza y grandes hazañas, La monja alférez y Don Juan de Austria. Entre las comedias de costumbres es notable La toquera vizcaína (h. 1628) y entre las de capa y espada se pueden citar No hay vida como la honra (1627) y La doncella de labor (1631). Dramatizó alguna trama extraída de libros de caballerías como su Palmerín de Oliva, o La encantadora Lucelinda y Don Florisel de Niquea. Trató además el asunto de Los amantes de Teruel, un tema de Boccaccio ya utilizado por Andrés Rey de Artieda y que lo sería después también por Tirso de Molina. Adaptó al teatro obras famosas como La gitanilla de Miguel de Cervantes y las Etiópicas de Heliodoro, a través de la traducción de Fernando de Mena con el título de Los hijos de la fortuna, Teágenes y Cariclea,. Por otra parte escribió pane lucrando comedias para diversos autores, principalmente para Pedro Calderón de la Barca.
Cultivó el auto sacramental en Las formas de Alcalá (h. 1623), El socorro de Cádiz (1626), Polifemo (h. 1628) y Escanderbech (h. 1629), basado en una comedia de Luis Vélez de Guevara. Destaca Polifemo, una alegoría en la que Acis (el Redentor) salva a Galatea (el alma humana) del mal (Polifemo).